# Eublemma amoena
Eublemma amoena là một loài bướm đêm trong họ Erebidae.